# Birgitta Swedenborg
Birgitta Christina Swedenborg, född 12 december 1941 i Oscars församling i Stockholms stad, är en svensk nationalekonom och tidigare partiledare för Junilistan.
Swedenborg studerade vid Stockholms universitet, blev där filosofie kandidat 1966, och studerade nationalekonomi 1966-1969 inom doktorandutbildningen vid University of California, Los Angeles. Hon var därefter verksam som forskare vid Industriens utredningsinstitut (IUI) 1969-1981, tog doktorsexamen vid UCLA 1979, och var 1981-1982 ekonom vid Expertgruppen för studier i offentlig ekonomi (ESO), som då var nyinrättat.
Hon arbetade 1982 kortvarigt vid Dagens Nyheter som ledarskribent och var 1982-1986 ekonom vid PKbanken. 1986-1990 var hon biträdande chef vid IUI, och från 1990 till sin pensionering 2006 var hon forskningsledare och vice verkställande direktör för Studieförbundet Näringsliv och Samhälle (SNS).
Swedenborg var aktiv i Medborgare mot EMU inför folkomröstningen om svenskt medlemskap i EMU. I oktober 2009 valdes hon till partiledare för Junilistan, tillsammans med Sören Wibe. Efter att Wibe avled i slutet av 2010 kvarstod Swedenborg som ensam partiledare. Hon efterträddes 2014 av Jörgen Appelgren.
Swedenborg invaldes 1991 som ledamot av Ingenjörsvetenskapsakademien.